# Yaqub Salimov
Yaqub Salimov (em tajique:  Яъқуб Салимов, em persa: یعقوب سلیموف, em russo:  Якуб Салимов) serviu como Ministro do Interior do Tajiquistão de dezembro de 1993 a 1995.

## Carreira
Salimov, descrito como uma figura da 'máfia' por Olivier Roy, estaria supostamente envolvido em contrabando e extorsão durante a era soviética. Em 1990, Yaqub Salimov foi condenado por participar nos motins de Dushanbe. Quando a Guerra Civil do Tajiquistão eclodiu, Salimov foi libertado da prisão e tornou-se líder da Frente Popular do Tajiquistão, um grupo paramilitar que lutava ao lado do governo. Salimov tornou-se líder da facção Kulabi, porque a sua máfia era simplesmente a expressão das redes de solidariedade Kulabi, com acesso a armas e dinheiro, segundo Olivier Roy.
Foi nomeado Ministro dos Assuntos Internos do Tajiquistão em Dezembro de 1993. Em 1995 foi destituído deste cargo e foi nomeado Embaixador na Turquia. Em 1997, foi acusado de tentativa de golpe de Estado. Posteriormente, ele fugiu do Tajiquistão, mas foi preso em Moscou em 2003 e extraditado para o Tajiquistão. Em 25 de abril de 2005, recebeu pena de 15 anos de prisão. Yaqub Salimov foi solto em 21 de junho de 2016.